# Rudolf Lochner (Unternehmer)

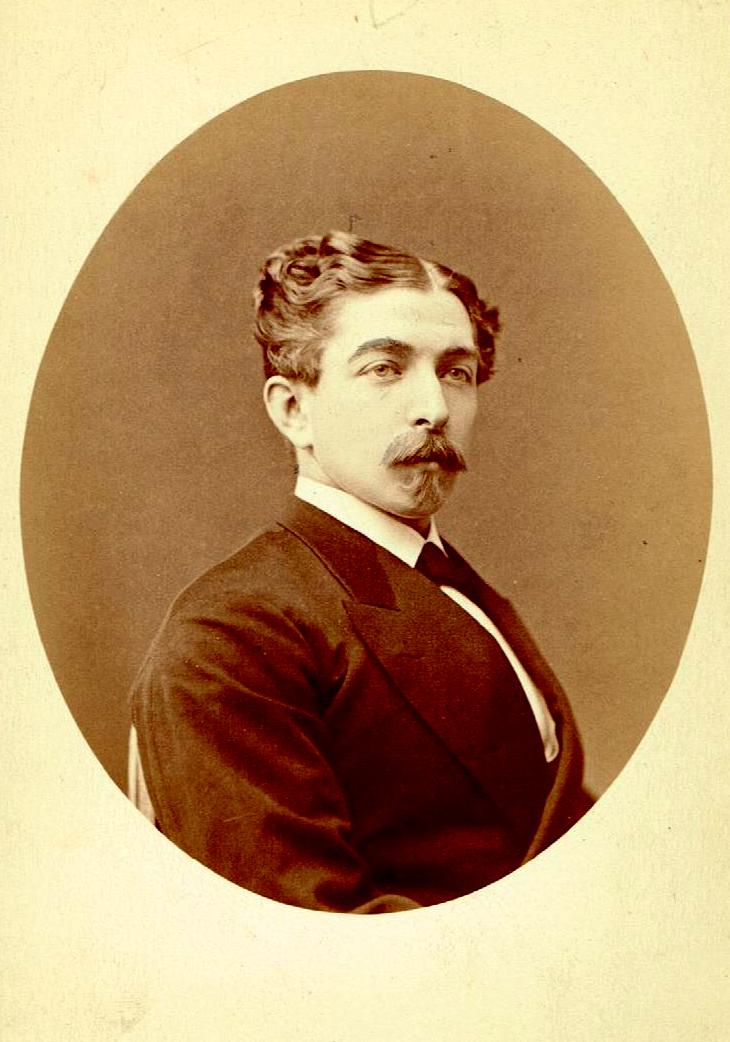
Rudolf Lochner

Rudolf Lochner junior (* 21. September 1883 in Aachen; † 5. Januar 1939 in Berlin) war ein deutscher Unternehmer und Bauherr.

## Leben und Wirken

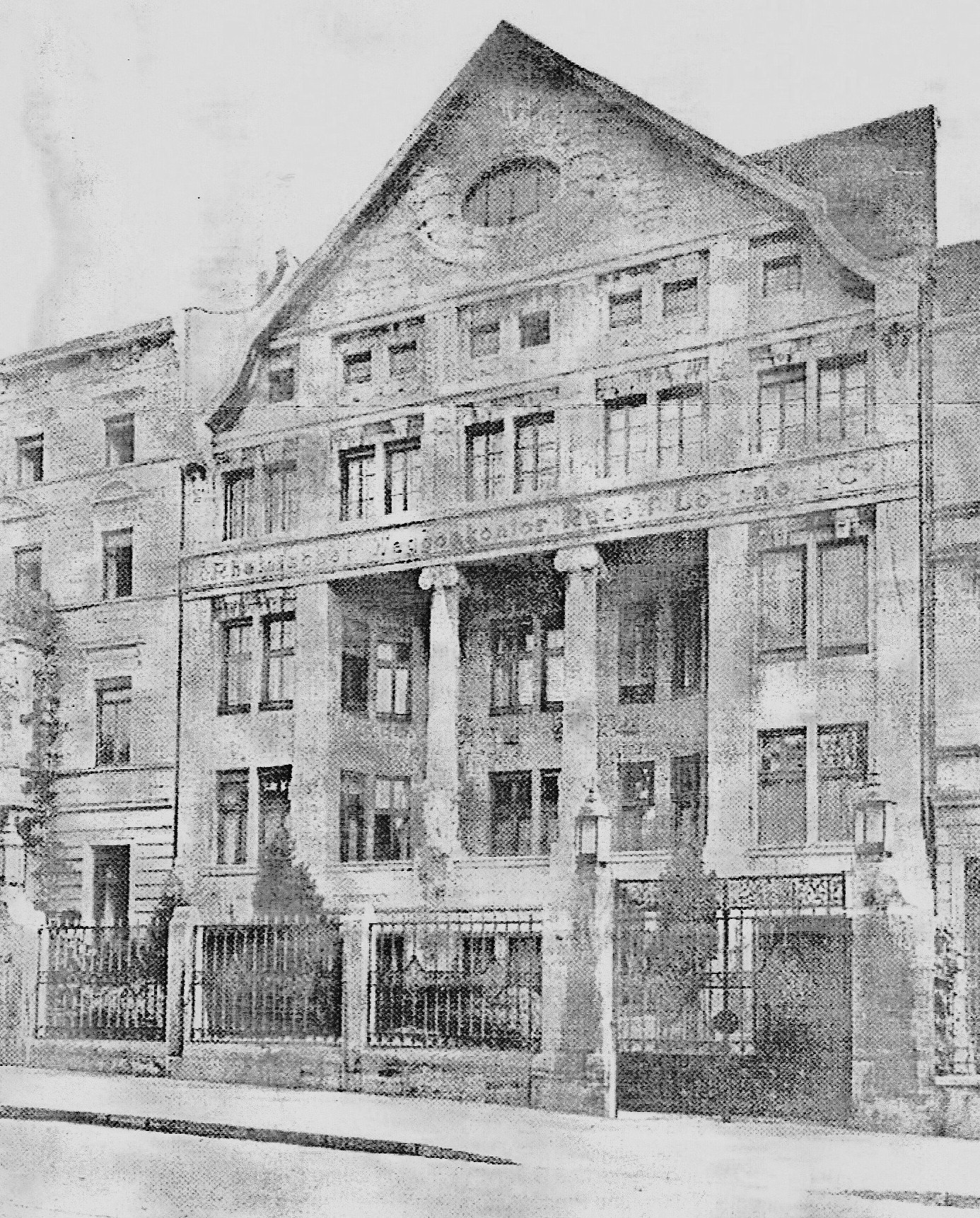
Rheinisches Waggonkontor Rudolf Lochner

Der Sohn des gleichnamigen Tuchfabrikanten Rudolf Lochner (1847–1918) und der Gertrud, geb. Philips sowie Enkel des Firmengründers Johann Friedrich Lochner, durchlief nach seiner Schulzeit eine Ausbildung zum Kaufmann.
Im Jahr 1913 beteiligte er sich als persönlich haftender Gesellschafter mit einem Anteil von 12,50 % am Kommanditkapital von 800.000,00 Mark an einer neu gegründeten Waggonfabrik in Aachen-Brand, welche unter J. P. Goossens, Lochner & Co. KG firmierte. Weitere Gründungsgesellschafter waren unter anderem Jean Paul Goossens (* 24. Juli 1881 in Aachen; † 21. September 1951 in Aachen), Moritz Honigmann, Lochners Vetter Max Lochner, welcher allerdings später wieder ausschied, und Wilhelm Zurhelle, ebenfalls ein Vetter Rudolf Lochners.
Die im Jahre 1862 vom Großvater von Jean Paul Goossens, Josse Jodokus Goossens (* 31. Mai 1811 in Brüssel; † 4. März 1890 in Aachen), gegründete Wagenbauanstalt J. Goossens, seit 1908 in Eschweiler-Aue aktiv, war zuvor, ebenfalls im Jahr 1913, von der Firma Waggonfabrik Talbot übernommen worden. Paul Siegfried Goossens (* 30. April 1880 in Aachen; † in Aachen), ein Bruder von Jean Paul, verblieb dort als Werksleiter.
Die neuen Fabrik- und Verwaltungsbauten in Brand sind durch die Fa. Hennig & Grünzig aus Stolberg errichtet worden, was durch die persönliche Freundschaft Goossens mit Robert Grünzig zustande kam. In dieser neuen Produktionsstätte, die über den Bahnhof Brand der Vennbahn Anschluss an das vorhandene Schienennetz erhalten hatte, konzentrierten sich Goossens & Lochner jetzt nicht nur auf den Waggonbau, sondern sie begannen auch verstärkt in den Bau von Maschinen, Lastkraftwagen und Krankentransportfahrzeugen zu investieren. Im gleichen Jahr gründete Rudolf Lochner das Vertriebsunternehmen Rheinisches Waggonkontor Rudolf Lochner & Cie. mit Sitz in der Aachener Monheimsallee 42–44. Diese stattliche und erst 1909/10 von Arnold Königs umgebaute Villa des Bergwerkdirektors Moritz Honigmann wurde von Lochner zunächst angemietet und im Jahre 1921 nach dem Tod Honigmanns von ihm erworben. Hier wurde unter seiner Leitung vor allem der Verkauf der Produkte aus der Waggonfabrik abgewickelt. Ebenfalls im Jahre 1921 erfolgte schließlich die Angliederung des Gesamtunternehmens an die Linke-Hofmann-Werke AG aus Breslau, welche sich ebenfalls noch im gleichen Jahr mit der AEG zusammenschloss. Noch bis 1928 konnte die Produktion für die neue Muttergesellschaft in Aachen-Brand aufrechterhalten werden, dann wurde das Werk auch infolge der beginnenden Weltwirtschaftskrise endgültig stillgelegt. Das Betriebsgelände wurde wenige Jahre später zunächst von der deutschen Wehrmacht und nach dem Weltkrieg von der belgischen Armee für ihre Kaserne Camp Pirotte genutzt und diente zur Fahrzeug- und Panzerinstandsetzung. Das außerhalb dieses Camps gelegene, imposante ehemalige Verwaltungsgebäude übernahm zwischenzeitlich das Aachener THW, musste aber schließlich 1983 abgerissen werden. Nach Abzug der belgischen Truppen im Jahre 1995 wird das gesamte Areal mittlerweile zu einem modernen Gewerbegebiet umgebaut.

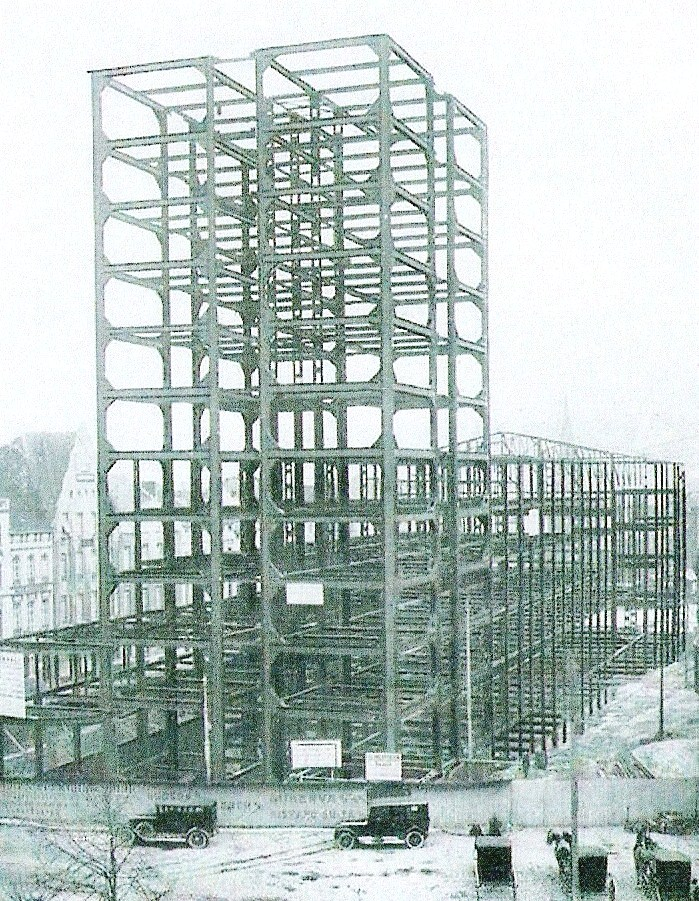
Stahlskelett Lochnerhaus

Nach der Übernahme durch die Linke-Hofmann-Werke versuchte Lochner sich ein weiteres Standbein zu verschaffen und plante 1922 zunächst den Bau eines Bankhauses in Brand, welcher aber letztendlich nicht realisiert wurde. Ein zu diesem Zwecke von der Gemeinde Brand bereits erworbenes Terrain musste er daraufhin wieder vertragsgemäß an diese zurückübertragen.
Drei Jahre später aber wurde auf Lochners Initiative hin erneut und nach Entwürfen des Architekten Emil Fahrenkamp mit dem Bau eines der ersten Hochhäuser auf Basis einer Stahlskelettkonstruktion am Vorplatz des Aachener Hauptbahnhofs begonnen. Die Berliner Illustrirte Zeitung stellte in ihrer Ausgabe vom 21. März 1926 diesen Bau zusammen mit dem Düsseldorfer Wilhelm-Marx-Haus, der Bremer Rolandmühle und dem Kölner Hansahochhaus als Sensation dar.

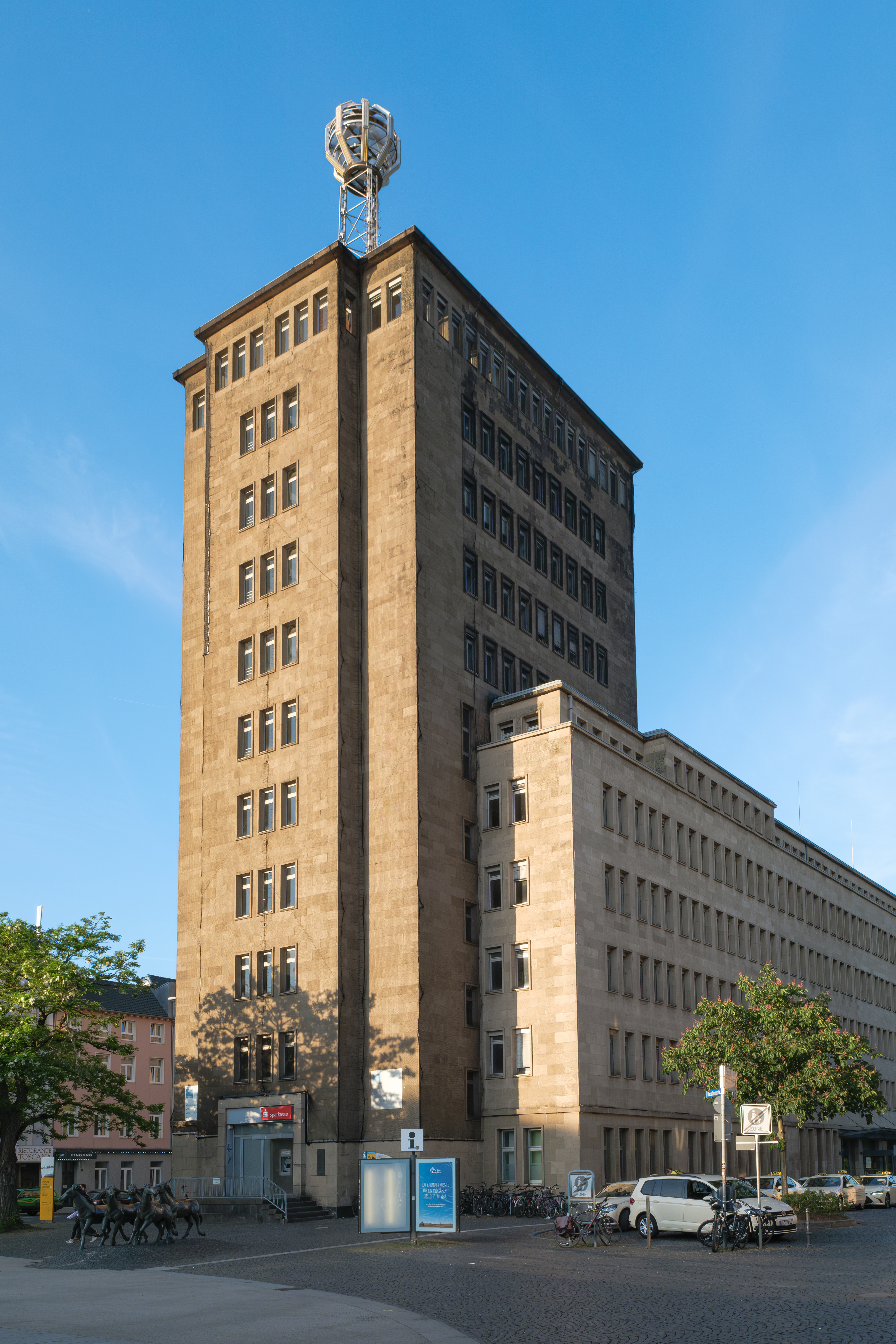
Haus Grenzwacht

Nachdem das Stahlgerippe bereits fertiggestellt war, konnte allerdings der Bau aus finanziellen Gründen nicht vollendet werden. Zu nennen sind – laut Aussagen der Fachkritiker – die erhöhten Kosten auf Grund der auftretenden Biegemomente und der dadurch erhöhte Stahlverbrauch. Mehr als vier Jahre existierte das nackte Skelett als Deutschlands bekannteste Investitionsruine, bevor der Bau von einem anderen Bauherrn zusammen mit dem Architekten Jacob Koerfer in den Jahren 1929 und 1930 nach stark veränderten Plänen weitergeführt wurde. Nach seiner Fertigstellung wurde das nun als Haus Grenzwacht benannte Gebäude zu zwei Dritteln von der Stadtverwaltung genutzt und beherbergte im rückwärtigen Teil das Capitol-Kino. Das heutige, unter Denkmalschutz gestellte Hochhaus am Aachener Hauptbahnhof mit der Aachener Wettersäule hat daher mit dem ursprünglichen Entwurf des als „Lochnerhaus“ bekannten Gebäudes nur noch wenig gemeinsam.
Rudolf Lochner, seit 1919 Mitglied im Club Aachener Casino, zog im Jahre 1929 von Aachen nach Berlin um. Einige Jahre zuvor hatte er bereits die Villa in der Monheimsallee veräußert, in der später, im Jahre 1932, unter den neuen Eigentümern die Großeltern von Anne Frank, Abraham Holländer und Rosa Holländer-Stern, ein Appartement bezogen, in welchem Anne Frank bis zu ihrer Flucht 1934 in die Niederlande oft zu Besuch verweilte. Im Jahr 1939 folgte auch die mittlerweile verwitwete Rosa Holländer der Familie in die Niederlande nach. Die Villa selbst ist heute nicht mehr existent, stattdessen aber erinnert ein Gedenkstein an die Familie Holländer und Anne Frank.
Rudolf Lochner war verheiratet mit Ila, geb. Schilinsky (* 1891), Tochter des Bildhauers Konrad Schilinsky (1864–1932). Die Ehe blieb kinderlos.